# Komin w Sokolicy
Komin w Sokolicy – komin przebijający na wylot górną część skały Sokolica w środkowej części Doliny Będkowskiej. Administracyjnie znajduje się w obrębie wsi Będkowice, w gminie Wielka Wieś w powiecie krakowskim, w województwie małopolskim. Pod względem geograficznym jest to obszar Wyżyny Olkuskiej wchodzący w skład Wyżyny Krakowsko-Częstochowskiej.

## Opis obiektu
Komin ma dolny wylot pod największym okapem Sokolicy zwanym „Serce”. Prowadzi nim droga wspinaczkowa Sztolnia Rika o trudności VI.4 w skali polskiej. Poniżej wylotu komina w skale jest niewielki kociołek wybity przez wodę spadającą kominem. Komin jest pionowy, ma wysokość 6,5 m i wychodzi otworem poniżej platformy szczytowej Sokolicy.
Korytarzyk utworzył się w późnojurajskich wapieniach skalistych. Jest suchy, widny i przewiewny. W połogich miejscach ściany są resztki polew i brekcji, gdzieniegdzie glony i porosty. Ze zwierząt obserwowano, pająki, wije i muchówki.

## Przypisy

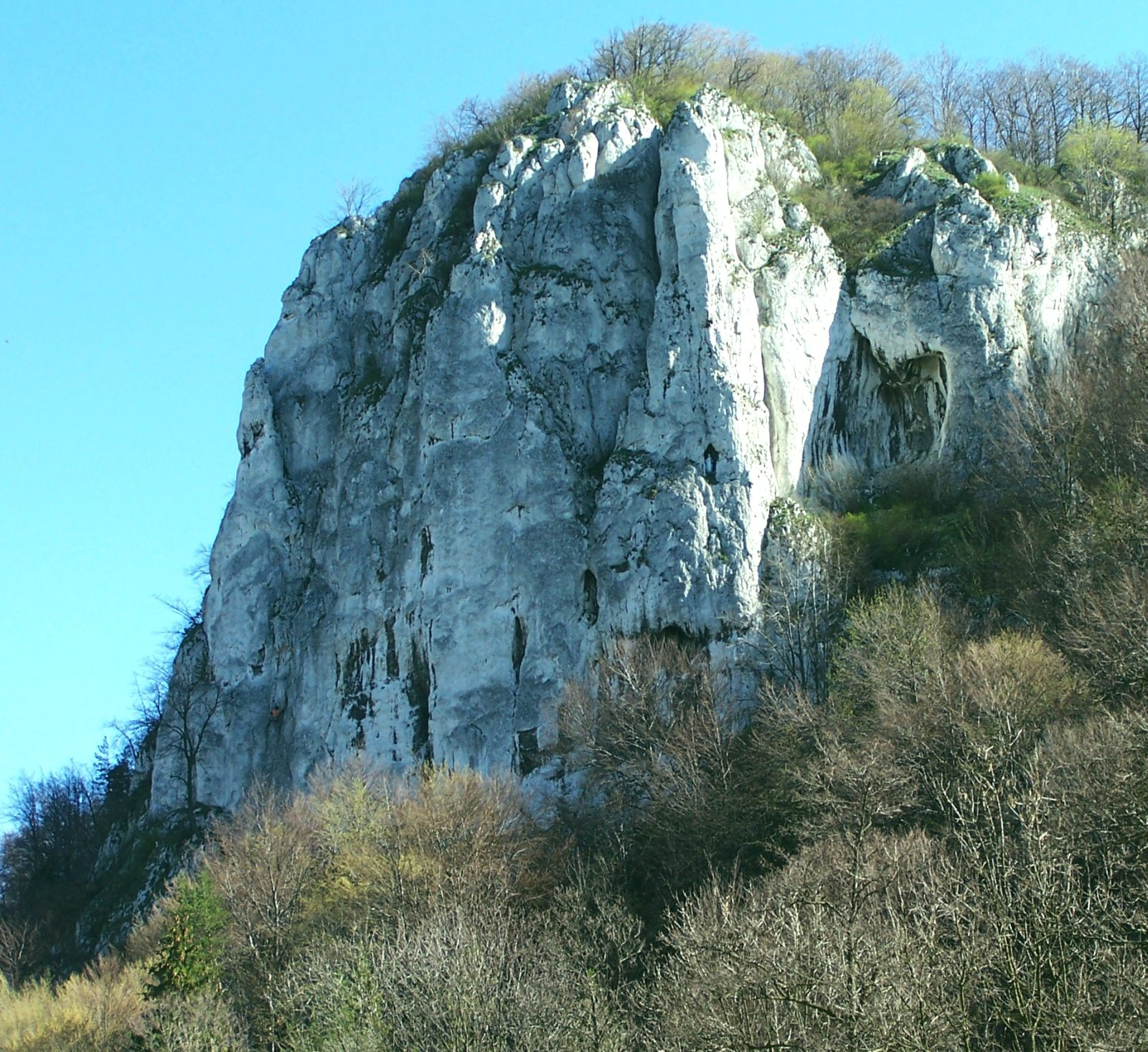
Sokolica. Serce po prawej stronie
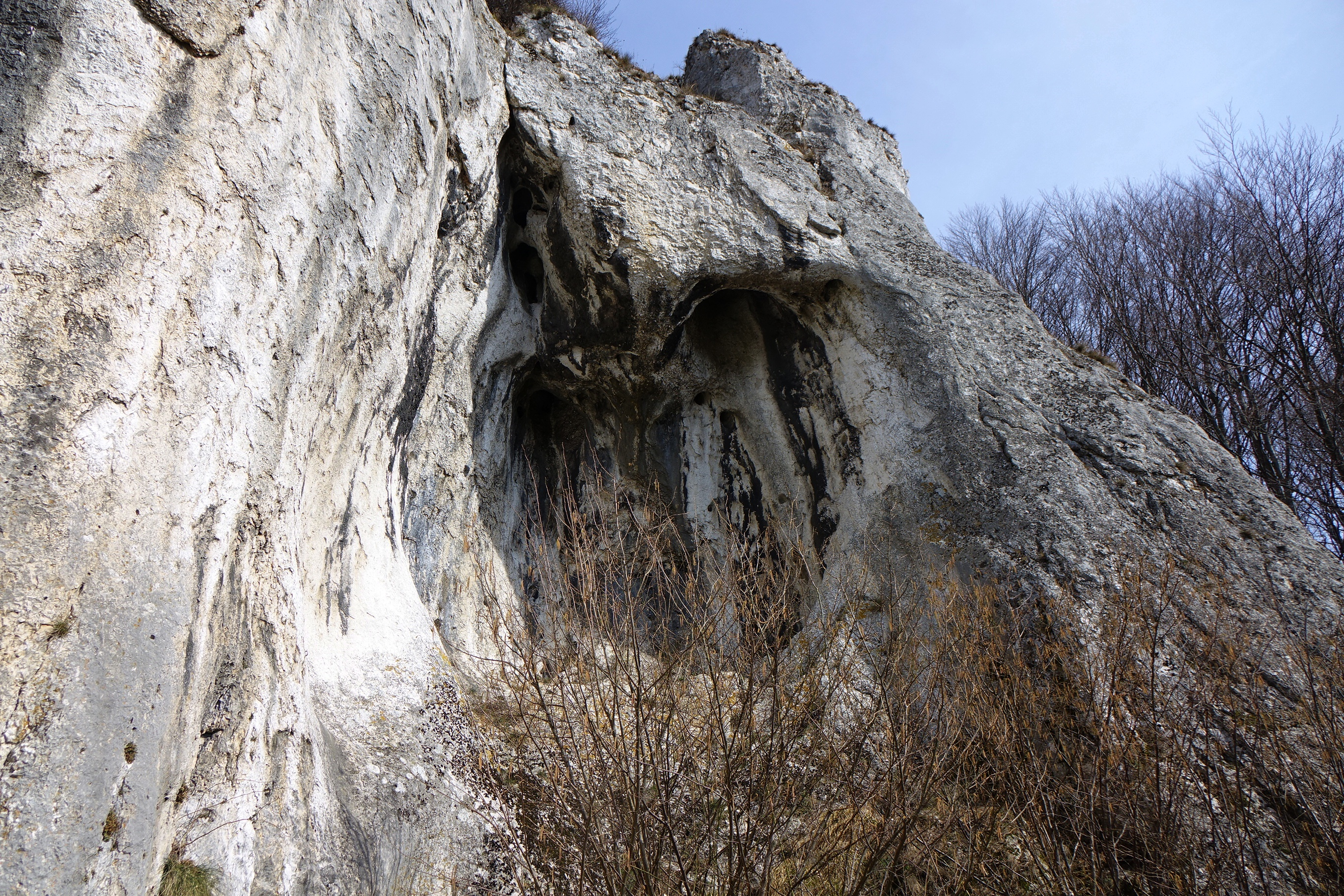
Serce z dolnym wylotem komina
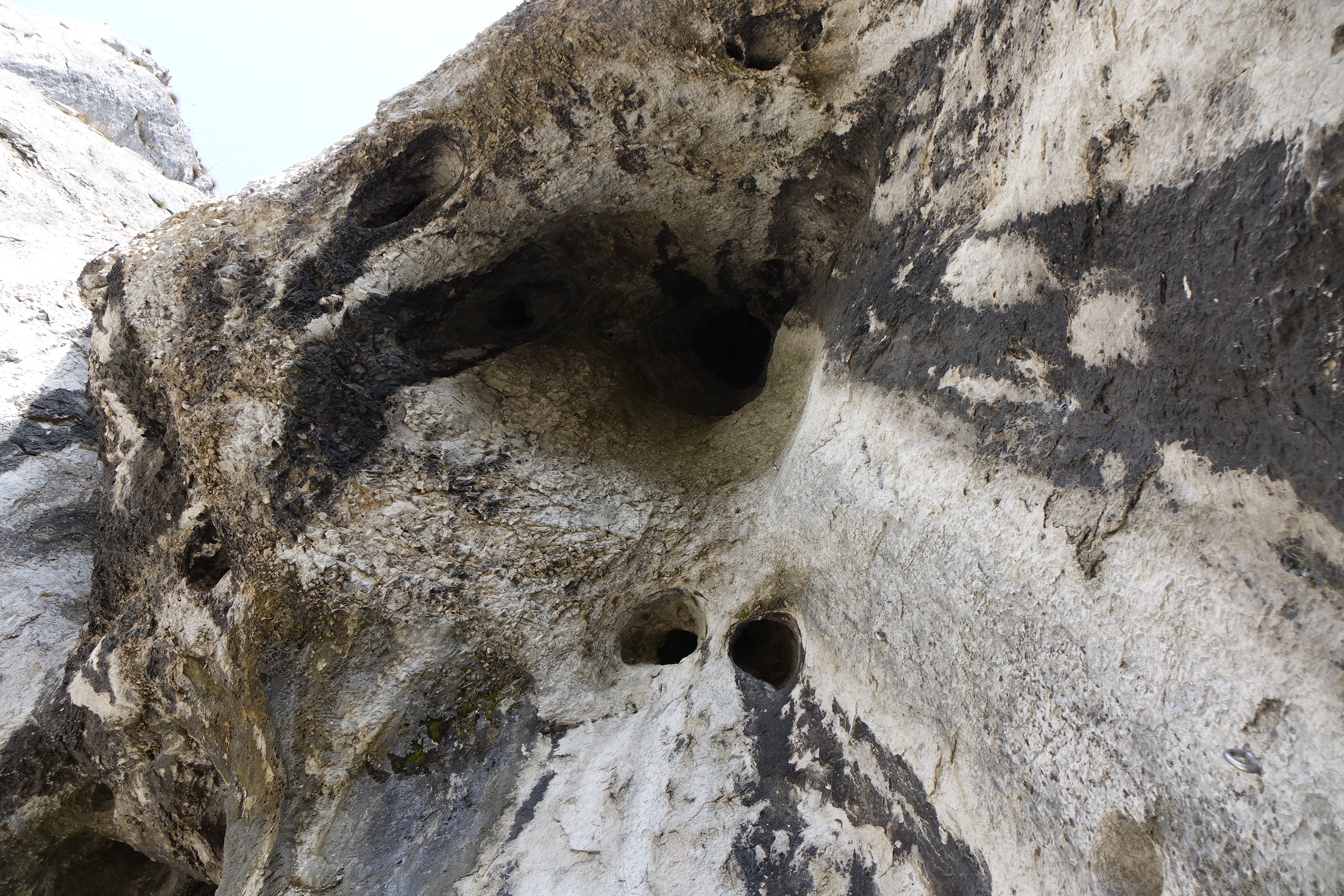
Okap i dolny wylot komina